# فرودگاه تامپسون-رابینز
فرودگاه تامپسون-رابینز (به انگلیسی: Thompson-Robbins Airport) یک فرودگاه همگانی بهره‌برداری هوایی با کد یاتا HEE است که یک باند فرود آسفالت دارد و طول باند آن ۱۵۲۴ متر است. این فرودگاه در کشور ایالات متحده آمریکا قرار دارد و در ارتفاع ۷۴ متری از سطح دریا واقع شده است.